# Pan (hold)

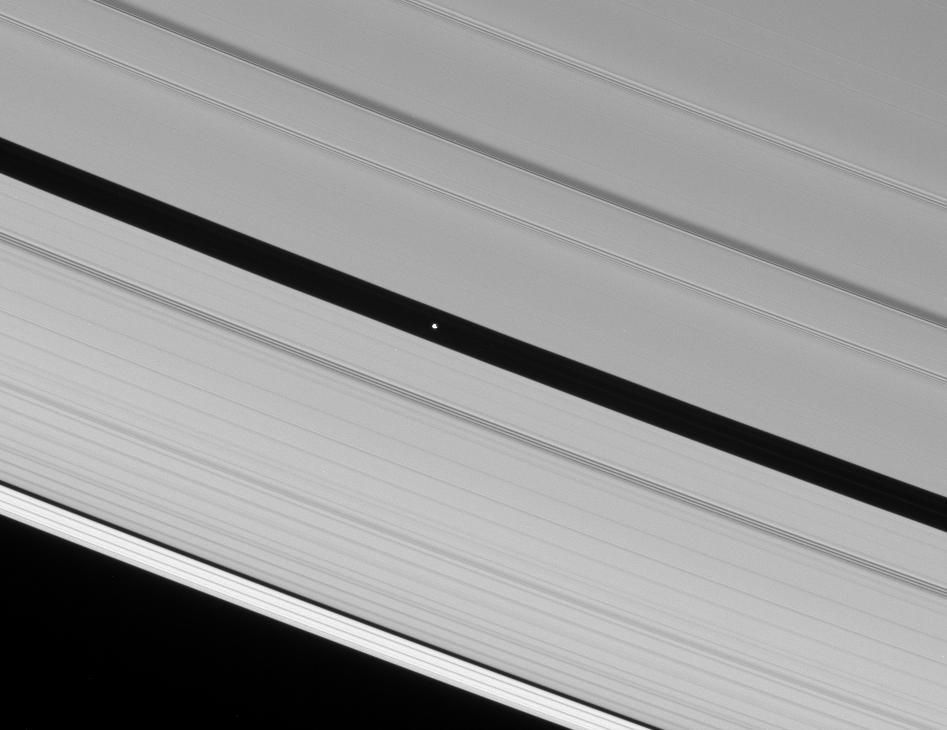
A Pán az Encke-résben

A Pan a Szaturnusz legkisebb holdja, átmérője csupán 20 km, és a legközelebb keringő. A hold a bolygó körül kör alakú pályán kering (~4 km bizonytalansággal), 133 583 km távolságban, a Szaturnusz külső (A-) gyűrűjében. Keringési periódusa nem egészen 14 óra.

## Tulajdonságai
Az egyenlítője körül a Szaturnusz gyűrűjéből rárakódott törmelék egy 5–7 km magas hegyláncot alkot, amely egy derelye-szerű formát eredményez. A hold  kicsiny tömege miatt gravitációja csekély, a földinek kevesebb mint két ezreléke.
Fényessége 0,5, színe piszkos fehér.

## Felfedezése
A hold létezését Jeffrey N. Cuzzi és Jeffrey D. Scargle sejtették meg 1985-ben, amikor észrevették, hogy  a 325 km széles Encke-rés szélei hullámosak, amit nagy eséllyel egy ott keringő hold gravitációja okoz. Ezután 1986-ban Mark R. Showalter kiszámolta a Szaturnusz imbolygásából, hogy mekkora holdat és hol kell keresni.
Végül a holdat 1990-ben fedezte fel Mark R. Showalter a Voyager-2 1981-es felvételein, a becsléstől 1° eltéréssel. Összesen 11 Voyager-2 felvételen találták meg.

## Pályatisztítás

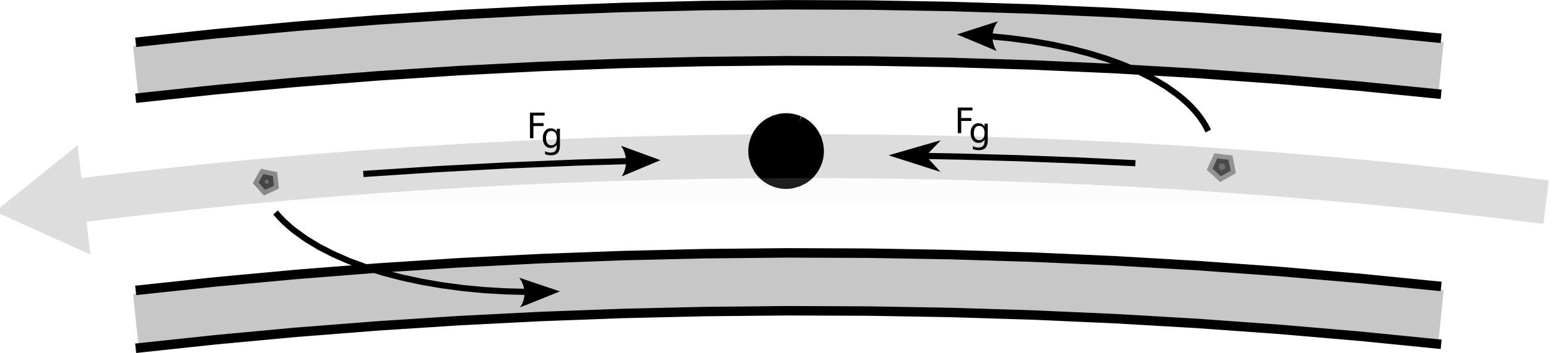
Egy „pásztor” hold vagy bolygó a vonzásával eltereli, esetleg befogja a közeli törmelékeket

Az Encke-rés létezéséért ez a hold felelős,  Prométeusz holdhoz hasonlóan, így ez is "pásztorként" viselkedik.
A Cassini űrszonda képein egy olyan gyűrűt is találtak, ami egybeesik a Pan pályával. Ez azt jelzi, hogy a Pan hold egy adag törmeléket befogott és lópatkó alakú pálya mentén terelgeti.